# Iavornîțke (Mîkolai-Pole), Zaporijjea
Iavornîțke (în ucraineană Яворницьке) este un sat în comuna Mîkolai-Pole din raionul Zaporijjea, regiunea Zaporijjea, Ucraina.

## Demografie
Componența lingvistică a localității Iavornîțke
     Ucraineană (94,34%)
     Rusă (5,66%)
Conform recensământului din 2001, majoritatea populației localității Iavornîțke era vorbitoare de ucraineană (94,34%), existând în minoritate și vorbitori de rusă (5,66%).